# Hyllus insularis
Hyllus insularis là một loài nhện trong họ Salticidae.
Loài này thuộc chi Hyllus. Hyllus insularis được Metzner miêu tả năm 1999.